# Adrolampis speciosissima
Adrolampis speciosissima är en insektsart som först beskrevs av Gerstaecker 1889.  Adrolampis speciosissima ingår i släktet Adrolampis och familjen Romaleidae. Inga underarter finns listade i Catalogue of Life.